# 제4기 빙하기

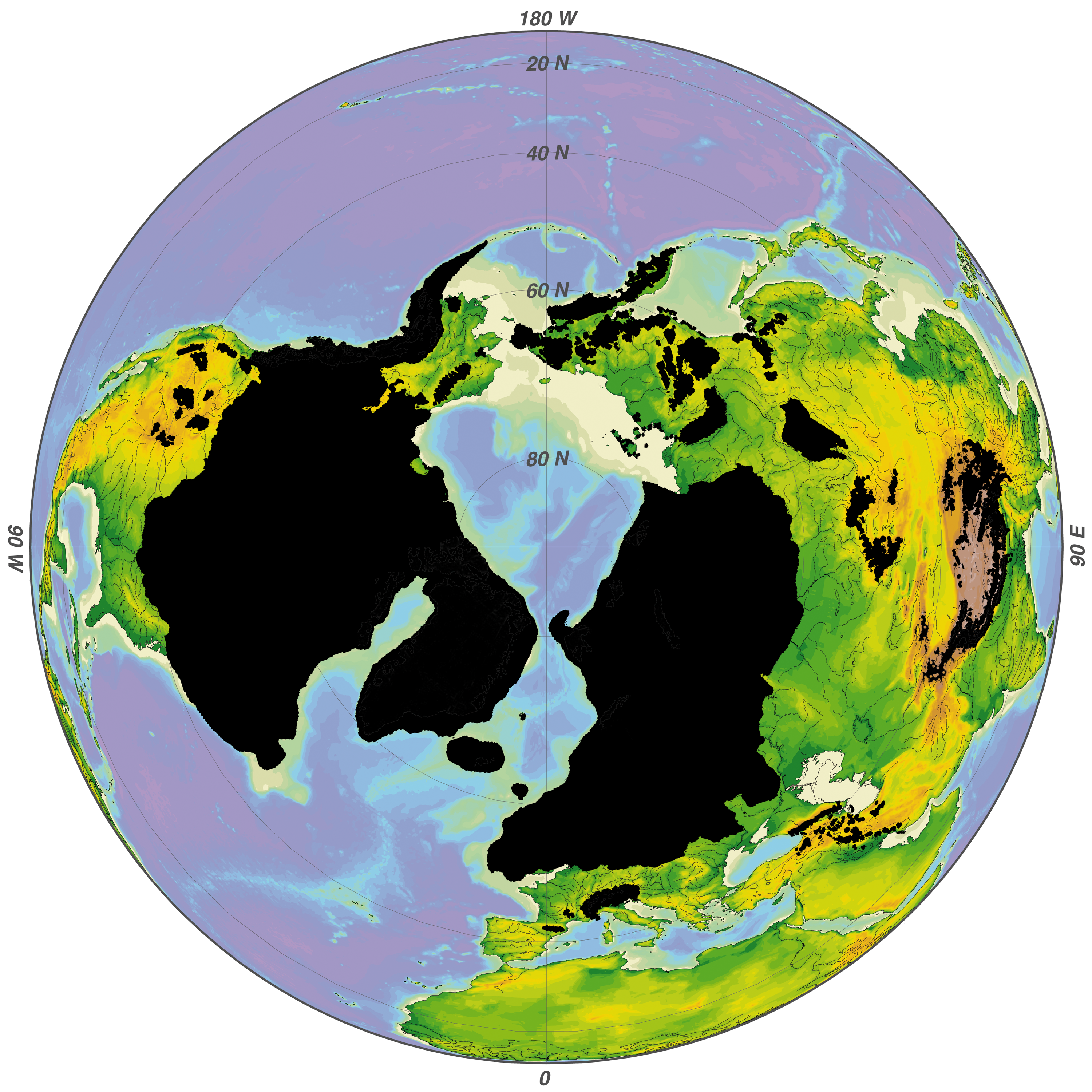
검은색은 플라이스토세의 북반구 빙하 최극상 범위로 이 때 빙상 중심의 두께 3-4 Km에 달하였고 해수면은 약 120 m 정도 내려갔다.

제4기 빙하기, 또는 플라이스토세 빙하기는 플라이스토세(약 258만년 전 ~ 현재) 동안 반복된 빙기와 간빙기의 교차 현상이다. 지질학은 이 시기를 통틀어 "빙하기"로 서술하지만, 일반적으로는 빙하가 크게 발달한 특정 시기, 특히 최종 빙기를 가리키는 의미로 사용될 때가 많다. 지구는 여전히 극지와 고산지에 빙하가 남아있기 때문에 지질학의 입장에서 제4기 빙하기는 여전히 진행중이며 지금은 빙하가 크게 쇠퇴한 간빙기라고 할 수 있다.
빙하기는 빙상이 크게 발달하는 빙기와 쇠퇴하는 간빙기가 교차되며 진행된다. 제4기 빙하기 동안에도 여러 차례 빙상의 확대와 축소가 반복되어 왔으며 최종 빙기가 끝난 약 1만1천7백년 전 이후 빙상은 점차 줄어들어 오늘날과 같은 분포를 지니게 되었다. 한 때 유라시아와 북아메리카의 북부 전역을 뒤 덮었던 빙상들은 현재 크게 쇠퇴하여 남극 빙상과 그린란드 빙상 정도만이 남아있다. 나머지 지역은 겨울에는 얼음이 얼었다가 여름에는 녹거나, 아예 얼음이 얼지 않는 지역들이다.
빙기의 시작과 유지는 복잡한 지구과학적 작용이 서로 영향을 미친 결과이다. 지구의 공전궤도는 여러 요인에 의해 끊임없이 변화하고 그 결과 지구가 받는 태양 에너지 역시 증가와 감소를 반복한다. 또한 지각의 운동과 물의 순환 과정에서 땅은 끊임 없이 조산 운동과 풍화 및 퇴적 작용을 거치며 변화하고 판 구조의 변화로 대륙이 이동한다. 이 과정에서 기후 변화와 생태계의 변화가 발생하며 온실 기체의 농도 변화로 평균 기온은 상승과 하강을 반복한다. 이러한 여러 요인이 복합적으로 작용하여 평균 기온이 일정 수준 이하로 떨어지면 빙상이 발달하기 시작하며 빙기를 맞는다. 한 번 형성된 빙상은 지구의 태양 복사 에너지 반사율을 높여 더 많은 에너지를 반사하게 되고 이에 따라 지구의 기온이 더욱 떨어지는 피드백 작용을 일으켜 본격적인 빙기를 이룬다. 빙기는 육상과 해양 환경 모두에 영향을 미쳐 생물 다양성 변화의 원인이 된다. 반대로 지구의 공전 궤도를 비롯한 여러 요인들이 기온 상승의 방향으로 작용하면 빙상이 후퇴하고 온화한 기후가 이어지는 간빙기를 맞는다.
지구의 전체 역사에서 빙하기는 흔하지 않은 현상이지만 몇 차례의 주목할만한 빙하기들이 있었다. 지구는 눈덩이 지구 가설 이래 최소 네 차례의 빙하기를 겪었고 제4기 빙하기는 약 3천3백90만 년 전 무렵에 시작되어 현재까지 진행되고 있는 후기 신생대 빙하기의 일부로 간주할 수 있다.

## 발견
제4기의 빙하기에 대한 이해는 과학 혁명 일환으로 이루어진 18세기와 19세기의 전 지구적 관찰에서 시작되었다. 드럼린, 빙퇴석, 에스커와 같이 빙상으로 인해 생기는 지형적 변화가 유럽, 북아메리카, 시베리아의 상당 부분에 걸쳐 발견되었으며 이를 종합하여 과거 빙상의 범위를 지도로 제작할 수 있었다. 지구에 남겨진 흔적들은 과거 빙상이 여러 차례 확대와 축소를 거듭하였음을 보여 주었다.

## 개요

보스토크 기지에서 채취한 얼음 코어를 바탕으로 재구성한 지난 42만 년 동안의 기온(파란색), 이산화탄소 농도(녹색) 및 먼지(빨간색) 그래프

지질학에서 빙하기는 육상에 일년 내내 녹지 않는 얼음이 대량으로 존재하는 시기를 말한다. 지질 시대에서 빙하기가 확인 된 것은 고원생대의 시데로스기 무렵 빙하기(24억-21억년 전), 크리오스진기 빙하기(7억2천만~6억3천500만년 전), 고생대 전기인 오르도비스기 빙하기(4억5천만~4억2천만년 전), 고생대 후기 빙하기(3억6천만~2억6천만년 전) 등이다.
제4기 빙하기는 신생대의 제4기에 진행되고 있는 빙하기라는 의미로 지질학적 관점에서 극히 최근에 진행되고 있는 현상이다. 빙하기는 빙기와 간빙기를 반복하며 육상 얼음의 총량, 해수면의 수위, 지구의 평균 기온에서 주기적인 변동이 있다. 더욱 추워지는 빙기에는 빙상이 4 km 이상의 두께까지 발달하고 유럽, 북아메리카, 시베리아의 상당 지역이 모두 얼음으로 덮혔다. 기온이 상승하는 간빙기에는 이들 얼음이 녹으면서 특유의 빙하 지형을 남기고 축소하며 곳곳에 이탄층이나 빙하퇴적물이 흔적으로 남는다.
제4기 빙하기의 초기에는 빙기와 간빙기의 간격이 약 4만1천년 정도로 짧았지만 1백만년 전 무렵 중기 플라이스토세의 기후 변화 이후 10만년의 간격으로 진행되며 주기가 느려졌다. 남극의 얼음으로 80만년 전까지의 기후 정보를 정확하게 확인할 수 있으며 그 이전의 시기에 대해서도 해양 퇴적물 분석을 통해 추정할 수 있다. 이러한 관찰 결과를 바탕으로 하면 지난 74만년 전부터 지금까지 여덟 번의 빙기가 있었다.
258만년 전부터 시작되는 제4기는 남극 빙상이 처음부터 계속하여 존재해 왔기 때문에 이 시기 전체가 지질학적으로는 빙하기에 속한다. 이후의 빙기와 간빙기의 교차 과정에서 그린란드 빙상이 얼마나 확대되고 축소되기를 반복하였는 지는 불확실하다. 가장 최근에 빙상이 크게 발달하였던 최종 빙기는 1만5천년 전 무렵에서 1만년 전 무렵 쇠퇴하였고 이후 시작된 홀로세는 간빙기에 속한다. 현재 육지를 덮는 빙상은 전체 육지 면적의 10% 정도로 남극, 그린란드 외에 일부 고산 지대에 분포하고 있다.
최종 빙기 당시 지구는 발달한 빙상으로 상당 지역에서 강이 흐르지 않고 물의 순환이 멈추면서 해수면이 오늘날 보다 약 120 미터 정도 더 낮았고 이에 따라 지금은 바다 속에 있는 지역들의 상당수가 당시에는 육지였다. 유럽의 북해 역시 오늘날 도거 뱅크 지역을 중심으로 거대한 저지대가 유럽 본토와 브리튼섬을 연결하고 있었고 약 6천5백년 전 간빙기로 물에 잠기기 전까지 중석기 시대 문화를 지닌 사람들이 거주하고 있었다. 이 물에 잠긴 옛 땅은 도거랜드라고 불린다.

## 원인
지구과학적 여러 작용들이 지구의 기후계에 작용하여 기후변화의 원인이 된다. 예를 들어 지구의 공전 궤도 변화는 지구가 받는 태양의 복사 에너지 변화로 이어지고, 화산 활동이 증가하면 온실 가스 농도가 높아진다. 식물 군집의 발달도 온실 가스 농도와 지구의 반사율을 변화시킨다. 해류의 변화와 탄소 순환의 변화 역시 기후에 영향을 준다. 이러한 여러 요소가 복합적으로 작용하여 지구의 평균 기온이 일정 이하로 떨어지면 육지에 빙상이 발달하여 빙기를 맞고 반대로 일정 이상으로 상승하면 빙상이 축소되며 간빙기를 맞는다.

### 천문주기
19세기 후반 제임스 크롤은 지구의 공전 궤도와 기후가 연관되어 있음을 발견하였다. 이후 20세기 초 세르비아의 지구물리학자였던 밀루틴 밀란코비치가 지구 궤도의 불규칙성을 자세히 설명하여 밀란코비치 주기를 계산하였다. 밀란코비치의 이론은 처음에는 그리 인정받지 못하다가 장기적인 과거 기후를 확인할 수 있는 여러 기술들의 발달로 이루어진 조사를 통해 타당성을 인정받았다.

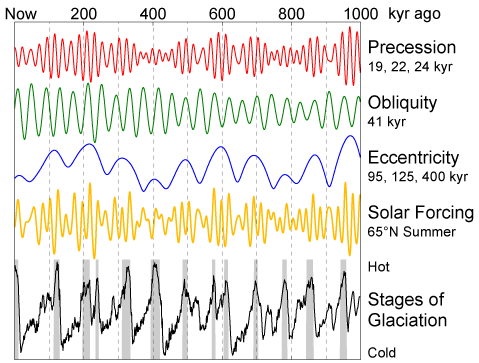
빙기와 지구 궤도의 관계

우선 지구의 공전궤도 이심률은 약 10만년을 주기로 변동한다. 지구의 공전면 기울기인 궤도 경사 역시 4만1천년 가량을 주기로 22°에서 24.5° 사이에서 변한다. 또한 지구의 세차 운동으로 춘분점과 추분점을 이루는 분점 역시 약 2만6천년을 주기로 변동한다. 밀란코비치는 이를 종합적으로 적용하여 약 4만년마다 빙기가 발생한다는 밀란코비치 주기 이론을 발표하였다. 이 이론은 지구가 받는 연간 태양 복사 에너지의 열량이 일정하더라도 계절 간의 대비가 변동되기 때문에 육지가 많은 북반구의 겨울이 길어지면 얼음이 녹는 것보다 쌓이는 양이 많아지고 결국 빙상이 발달한다는 것이다.
밀란코비치는 1920년대에서 1930년대에 걸쳐 기후 주기에 대한 아이디어를 내놓았지만 당시로서는 이를 검증할 방법이 없었다. 1970년대가 되어서야 제4기 기온 변화에 대한 충분히 길고 상세한 연대기적 관찰이 가능하게 되어 이 이론을 검증할 수 있게 되었다. 심해의 퇴적층을 채취한 코어의 분석과 화석 연구는 지난 수십만 년 동안의 기후 변동이 밀란코비치의 예측과 놀라울 정도로 유사함을 보였다.

### 대기 조성
지구는 고생대의 빙하기 이후 오랫동안 빙하기를 겪지 않아 중생대 동안에는 빙하기가 전혀 없었다. 이 기간에도 지구의 천문주기적 변화는 계속되었기 때문에 빙하기의 발생에는 지구 외적 에너지 변화 이외에도 지구 내적 원인이 있어야 한다. 지질학은 대표적인 온실 기체인 이산화탄소의 감소에 주목하였다. 대기 중 이산화탄소가 감소하면 결국 극지대에 빙상이 형성된다. 중생대 중반 이후 대기 중 이산화탄소는 90% 이상 감소하였다. 해양 식물성 플랑크톤의 일종인 후각편모조강의 몇몇 종은 에틸 케톤의 중합체인 알케논을 생성하는데 해양 퇴적층 코어에 함유된 알케논을 통하여 과거 대기 중 이산화탄소 농도를 추정할 수 있다. 이 기록을 분석하면 대기 중 이산화탄소의 농도가 떨어지면서 남극 빙상이 출현했음을 추정할 수 있다.
이산화탄소의 변화는 빙기와 간빙기의 교차에도 중요하게 작용하지만, 그 자체가 원인이라기 보다는 변화를 가속시키는 피드백으로 작용한다. 이산화탄소와 간빙기의 관계는 아직 규명되지 않은 부분들이 남아있다.

### 지각판 운동과 해류 변화
장기적인 빙하기 발달의 중요 요소 가운데 하나는 대륙의 위치이다. 대륙의 위치는 해류의 흐름과 대기의 순환에 영향을 준다. 지질 시대 대부분에 걸쳐 북극점은 넓은 바다로 구성되어 있었고 이에 따라 주요 해류가 계속하여 순환할 수 있었다.
그러나 신생대에 들어 대서양의 발달과 함께 거대한 대륙판인 북아메리카판과 남아메리카판이 서쪽으로 이동하였고, 그 결과 북극해는 유라시아판과 북아메리카판에 둘러쌓이게 되어 북대서양 해류가 약화되었다. 열순환이 줄어든 북극해는 약 365만~350만년 전부터 해빙이 발달하기 시작하였고 플리오세에 대륙 빙상이 발달하는 기반이 되었다. 한편 남극 대륙은 에오세에서 올리고세의 사이인 3천3백90만년 전에 남아메리카와 분리되어 드레이크 해협이 형성되었으며 이로 인해 남극순환류가 형성되어 주변의 바다로부터 남극해를 격리시켜 남극의 빙상형성을 촉발하였다. 약 260만년전 남북 아메리카가 연결되며 형성된 파나마 지협으로 대서양과 태평양이 완전히 분리되어 북대서양 열염순환이 강화되었고 이는 북극권 빙상의 발달을 촉진시켰다.

### 조산 운동
조산 운동 역시 제4기 빙하기에 영향을 준 것으로 추정된다. 신생대 후기 조산 운동으로 생겨난 높은 산들은 저위도 지방에서도 고산지대에 빙하가 형성될 수 있게 하였다. 예를 들어 그린란드 빙상은 1천만년 전에서 500만년 전에 걸쳐 그린란드 동부와 서부가 융기하여 고지대가 되면서 형성되기 시작하였다. 컴퓨터 시뮬레이션을 통해 이러한 지형 융기가 강수량의 증가와 함께 기온 감률에 영향을 주어 빙상을 형성할 수 있음이 확인되었다. 안데스산맥의 경우 약 1백만 년 전 무렵 빙하가 형성될 수 있는 높이까지 솟아오른 것으로 추정된다.

## 영향
빙하는 침식과 퇴적을 통해 장대하고 독특한 지형을 만든다. 빙상이 덮여있던 지역은 간빙기에 빙하가 후퇴하더라도 옛 모습을 간직하고 있다. 빙하는 눈에 띄는 지형뿐만 아니라 얼음으로 덮인 지역 보다 훨씬 넓은 곳에 다양한 영향을 미친다. 주변의 물줄기를 바꾸고 기후를 변화시키며 전세계적으로 직간접적인 영향을 주었다.

### 호수
제4기 빙하기에는 다른 모든 지질 시대보다 많은 호수가 형성되었다. 대륙의 빙상이 이전의 수계룰 완전히 붕괴시켰기 때문에 물줄기가 바다에 이르지 못하고 빙하에 의해 깍여나간 저지대에 고이게 되었기 때문이다.

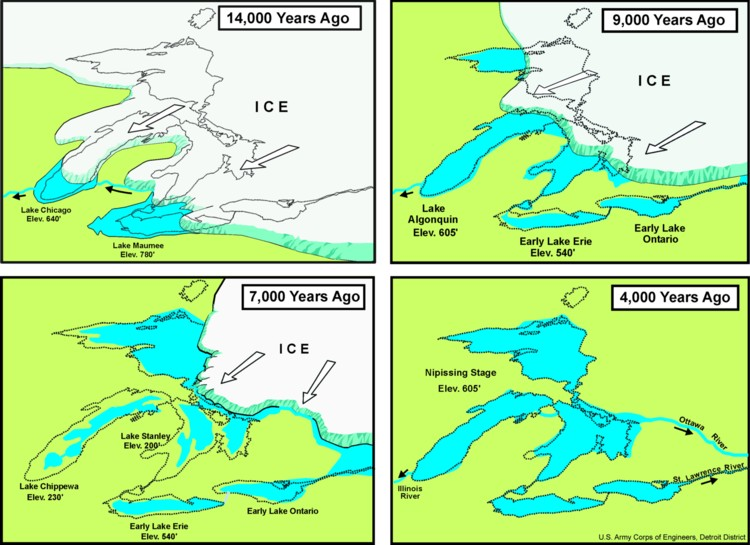
오대호 형성 다이어그램

제4기 빙하기의 가장 추운 기간 동안 북아메리카와 유럽의 빙상 두께는 3 km에 달했다. 빙상은 중심이 가장 두껍게 발달하고 가장자리로 갈수록 얇아지는데 두터운 빙상 밑의 지각은 얼음의 무게를 이기지 못하고 깍여나갔다. 간빙기가 되면 얼음이 녹고 거대한 지반 침하와 침식이 있던 자리는 위에서 누르던 압력이 사라지면서 후빙기 반동을 겪으며 경사가 생긴다. 수천년에 걸쳐 만들어진 경사로 주변보다 낮은 분지가 형성되어 호수가 된다. 호수 주위의 땅들은 여전히 높기 때문에 바닷물의 침입이 저지되거나 일부 구간만 바다와 연결되는 형태가 된다. 이렇게 형성된 온전한 담수호로는 오대호가 있고, 내해로는 발트해가 있다.
캐나다 순상지, 스웨덴의 호수들, 핀란드의 호수수오미 등은 빙상이 기반암을 침식한 것이 호수 형성의 원인으로 작용하였다.

#### 다우호
빙상이 발달하는 지역에서 얼음이 쌓이며 하천의 흐름이 정지되는 것과 달리 빙상에서 멀리 떨어진 건조 지역은 오히려 계절에 따라 녹고 얼기를 반복하는 빙하의 영향을 받아 강수량이 증가하고 하천의 유수량이 커진다. 간빙기에는 강수량이 적어 바다에 이르기 전에 하천이 말라버리는 건천이었던 지역도 빙기가 되면 풍부해진 강수량을 바탕으로 저지대에 다우호가 형성된다. 이렇게 육지 내의 폐쇄된 저지대에 형성되는 호수는 간빙기가 되면 다시 말라붙어 건호가 되어 호수의 흔적만 남은 소금 평지를 형성한다.

### 지각 평형 조정
두터운 빙상에 덮인 지각은 얼음에 눌려 압력을 받는다. 지각 평형설에 따라 빙상에 눌린 지각은 침하되며 이후 간빙기를 맞아 얼음이 사라져도 일부만 반등할 뿐 온전히 회복되지는 않는다. 이렇게 침하된 기반암은 주변에 비해 낮은 넓은 분지를 형성하였다가 해수면 상승과 함께 바다에 편입된다. 이렇게 하여 형성된 지형으로는 캐나다의 허드슨만이나 유럽의 발트해가 있다. 간빙기에 얼음이 녹으며 압력이 사라지면 지각의 반등으로 지진이 일어날 수 있다. 스칸디나비아반도에서는 약 9천년 전 빙상이 후퇴하면서 일어난 지진의 흔적이 남아있다. 이 지진은 일반적인 판 구조의 이동과는 연관없이 발생한 것이다.
간빙기의 지각 반등은 두 단계로 이루어진다. 첫 단계는 빙상이 녹은 직후로 얼음이 누르던 압력이 사라지면서 지각은 "탄성"을 띄고 비교적 빠르게 반등한다. 두 번째 단계는 지각을 유지하는 "점성"이 반등하는 "탄성"을 제어하는 단계로 오랜 시간에 걸쳐 천천히 일어난다. 이러한 느린 반등은 오늘날에도 계속하여 진행되고 있어 연간 1 cm 정도의 지각 상승률을 보인다. 다만 알래스카 지역은 연간 1 인치(2.54 cm) 이상으로 여전히 빠르게 상승하고 있다. 북유럽의 지각 상승은 GPS 데이터를 통해 실시간으로 관측되고 있다. 과거 빙상이 덮여있던 지역의 지각은 앞으로도 1만년 이상 계속하여 융기할 것으로 예상되며 얼음이 두터웠던 빙상의 중심 지역이 반등하는 높이도 커서 최대 수 백미터에 이를 수 있다.

### 바람
빙상이 덮인 내륙의 대기의 기온은 차갑게 내려가면서 주변보다 기압이 높아지게 된다. 그 결과 빙하권에서 주변으로 강한 바람이 지속적으로 불게 된다. 이 바람은 빙하에 의해 침식된 미세한 빙하퇴적물을 주변으로 운반하여 황토를 퇴적시킨다. 북아메리카의 미주리강 계곡이나 유럽 중부, 그리고 중국 북부의 많은 지역이 마치 담요를 덮듯 황토가 퇴적되었다. 중국의 황토지대는 오늘날에도 겨울철 얼어붙었던 땅이 녹으면서 황사가 발생한다.
빙기의 대기 순환 변화로 발생한 황토가 쌓여 형성되는 사구는 제4기 초기에 오늘날 보다 훨씬 더 넒은 지역에 형성되었고 더 활동적이었다. 이렇게 하여 형성된 미국 네브래스카주의 샌드힐스 지역의 넓이는 6만 km²에 달한다. 샌드힐스는 플라이스토세 시기 빙하의 영향을 받아 형성된 거대한 사구였으나 이후 안정되어 오늘날에는 대부분 초원을 이루고 있다.

### 해류
빙하가 크게 발달하여 두꺼워지면 일부 바다의 해저까지도 빙하가 닿았다. 이렇게 바다가 얼음으로 막히면 직접적으로는 해류의 흐름 역시 변화를 겪게 되었고, 간접적으로도 해양의 열순환에 변화를 주었다.

### 금 퇴적
빙하는 주변의 지형을 침식하여 여러 물질을 운반하다가 얼음이 녹는 지점에 이르러 빙퇴석 등의 퇴적물이 쌓이게 된다. 이 흐름 어딘가에 금광석이 함께 침식되면 사광의 형태로 함께 운반되어 빙하의 하구에 쌓이게 된다. 칠레의 최남단에 있는 마가야네스이데라안타르티카칠레나주에는 제4기 빙하에 의해 퇴적된 금이 해안에 집중되어 있는 장소들이 있다.

## 과거 빙하기의 기록

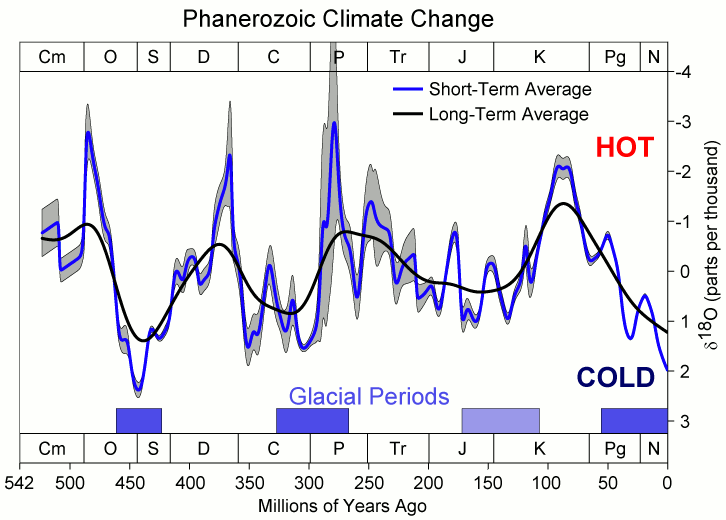
5억년 간의 기후변화

빙하기는 지구 전체의 역사에서는 그리 흔하지 않은 사건이었지만, 3억년 전 ~ 2억년 전 사이의 고생대 후기, 8억년 전 - 6억년 전의 선캄브리아 시대 후기인 신원생대에도 빙하가 있었던 흔적이 남아있다. 그 이후로 지구는 비교적 온화하고 균일한 기후를 오랫동안 유지하다가 200만년 전 ~ 300만년 전 무렵 현재의 제4기 빙하기가 시작되었다. 빙하기의 존재는 빙하가 만들어내는 특유의 지형적 변화와 퇴적물뿐만 아니라 화석에서 보이는 식생과 동물의 변화에서도 확인할 수 있다.
고생대 후기에는 아프리카 남부, 인도, 남아메리카, 남극 대륙 및 오스트레일리아가 하나의 대륙으로 연결되어 남극점 부근에 위치하고 있었고, 지구의 기온이 내려가자 이들 대륙에 전반에 걸쳐 넒은 빙상이 발달하였다. 약 3억년 전 ~ 2억년 전 사이에 있었던 이 시기를 카루 빙하기 또는 고생대 후기 빙하기라 부른다. 한편 이 보다 앞선 8억년 전 ~ 6억년 전의 선캄브리아 빙하기는 더욱 광범위한 기온 강하가 있었고 극저온으로 인해 지구의 대부분이 눈에 덮이는 눈덩이 지구 상태였을 것으로 추정된다.

## 다음 빙하기

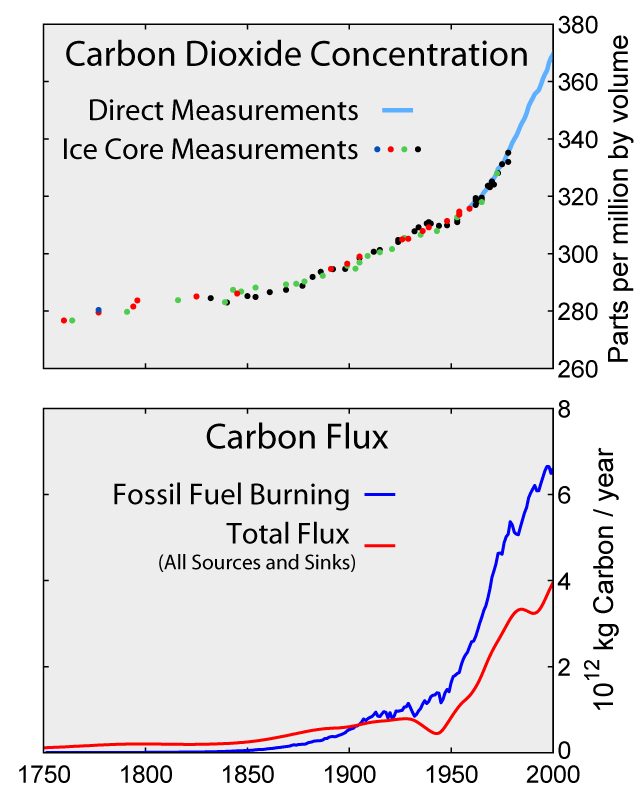
산업혁명 이후 대기중 이산화탄소 농도의 변화

최근의 가장 추운 기후는 약 2만년 전의 최종 빙기 극대기였고 그 이후 지구의 기온은 지속적인 상승세를 이어가는 간빙기 상태이다. 이로 인해 대륙을 뒤덮었던 빙상이 녹으면서 해수면은 약 121 미터 정도 상승하였다. 신석기 시대이던 약 6천년 전 무렵 기온 상승 추세는 줄어들어 이후 기후는 안정적 모양을 보였다. 오늘날까지 이어지고 있는 이러한 간빙기 기후는 제4기 전반에 걸쳐 반복되던 이전의 간빙기들 보다 더욱 온난하고 안정적인 특징을 보이고 있어 인류의 신석기 혁명과 문명의 출현을 도왔다.
지구의 궤도 특징을 종합한 밀란코비치 주기에 따르면 약 6,000년 전에 시작된 기온의 냉각 추세는 앞으로 2만3천년 동안 계속될 것이다. 그러나 지구 궤도의 매개변수에 의한 이러한 추정은 약간의 예측 수치 변경으로도 예측 결과에 큰 차이를 보이기 때문에 인간의 활동에 의한 지구 온난화가 아니더라도 향후 5만년 동안 다음 빙기가 출현하지 않을 수도 있음을 보인다. 현재 간빙기 상태인 제4기 빙하기는 앞으로 6만년 이내에 종료되어 지구는 다시 높은 기온을 보이다가 앞으로 10만년 정도가 지난 뒤 다음 빙기의 극대기를 맞을 가능성이 있다.
1970년대에는 과거 간빙기의 기간이 약 1만년이었던 점에 착안하여 다음 빙기가 시작되는 지구 한랭화가 임박하였다는 우려가 있었다. 그러나 지구 공전 궤도의 이심률 변화를 반영하면 지금의 간빙기는 앞으로 약 5만년 간 유지될 것으로 보인다. 한편 태양 에너지의 변화 주기에 기반한 다른 예측 모델은 약 1만년 후 다음 빙기가 출현할 것으로 예측하고 있다.
인간이 환경에 미치는 영향 가운데 가장 큰 요인으로 꼽히는 대기 중 이산화탄소의 농도의 증가는 이미 기존의 지질 시대에서 보이던 변화 패턴을 훨씬 뛰어넘는 단계에 접어들었기 때문에 다음 빙기의 출현은 매우 늦어지거나 아예 없을 수도 있다. 현재의 대기 중 이산화탄소 농도는 약 417 ppm으로 지금의 증가 추세를 감안하여 최대 750 ppm까지 상승한다고 가정하면 지구 궤도 변화와 태양 에너지 변화에도 불구하고 지금의 간빙기가 향후 5만년 이상 지속될 것으로 추정된다. 지구 온난화의 장기적 영향은 오늘날 영구동토층에 포집되어 있는 메테인과 같은 온실가스를 대기와 해양으로 방출시킬 수 있고, 이 경우 5만년 이후 시작될 다음 빙기는 없을 수도 있다. 막대한 온실 가스 농도의 증가는 예측 불가능한 기후 변화로 인류의 삶에 큰 타격을 줄 수 있다.